# Melanotrichia serica
Melanotrichia serica är en nattsländeart som beskrevs av Barnard och Dudgeon 1984. Melanotrichia serica ingår i släktet Melanotrichia och familjen Xiphocentronidae. Inga underarter finns listade i Catalogue of Life.